# Docosia matilei
Docosia matilei är en tvåvingeart som beskrevs av Sevcik 2008. Docosia matilei ingår i släktet Docosia och familjen svampmyggor.
Artens utbredningsområde är Italien. Inga underarter finns listade i Catalogue of Life.